# Reggie Ragland
* solo in prestagione o in squadra di allenamento
Reggie Keith Ragland Jr. (Huntsville, 24 settembre 1993) è un giocatore di football americano statunitense che milita nel ruolo di linebacker per i Cleveland Browns della National Football League (NFL).

## Carriera

### Buffalo Bills
Al college, Ragland giocò a football con gli Alabama Crimson Tide dal 2012 al 2015 vincendo due campionati NCAA e venendo premiato come All-American nella sua ultima annata. Fu scelto nel corso del secondo giro (41º assoluto) nel Draft NFL 2016 dai Buffalo Bills. A causa della rottura del legamento crociato anteriore durante il training camp estivo fu costretto a saltare tutta la sua stagione da rookie.

### Kansas City Chiefs
Il 28 agosto 2017, Ragland fu scambiato con i Kansas City Chiefs per una scelta del quarto giro del draft 2019. Il 2 febbraio 2020 partì come titolare nel Super Bowl LIV contro i San Francisco 49ers che i Chiefs vinsero per 31-20, conquistando il primo titolo dopo cinquant'anni. Nella finalissima mise a segno 2 tackle.

### Detroit Lions
Il 7 aprile 2020 Ragland firmò con i Detroit Lions.

### New York Giants
Il 20 marzo 2021 Ragland firmò un contratto di un anno con i New York Giants.

### Las Vegas Raiders
Il 10 novembre 2022 Ragland firmò per la squadra di allenamento dei Las Vegas Raiders.

### Cleveland Browns
Il 7 dicembre 2022 Ragland fu ingaggiato per il roster attivo dei Cleveland Browns per sostituire l'infortunato Sione Takitaki.

## Palmarès
- Super Bowl : 1

Kansas City Chiefs: LIV
- American Football Conference Championship: 1

Kansas City Chiefs: 2019